# Mathieu Dossevi
Mathieu Dossevi (Chambray-les-Tours, 12 de fevereiro de 1988) é um futebolista profissional togolês que atua como meia. Atualmente, joga pelo Toulouse Football Club.

## Carreira
Mathieu Dossevi integrou a Seleção Togolesa de Futebol no Campeonato Africano das Nações de 2017.